# Tagebuch eines Verrückten

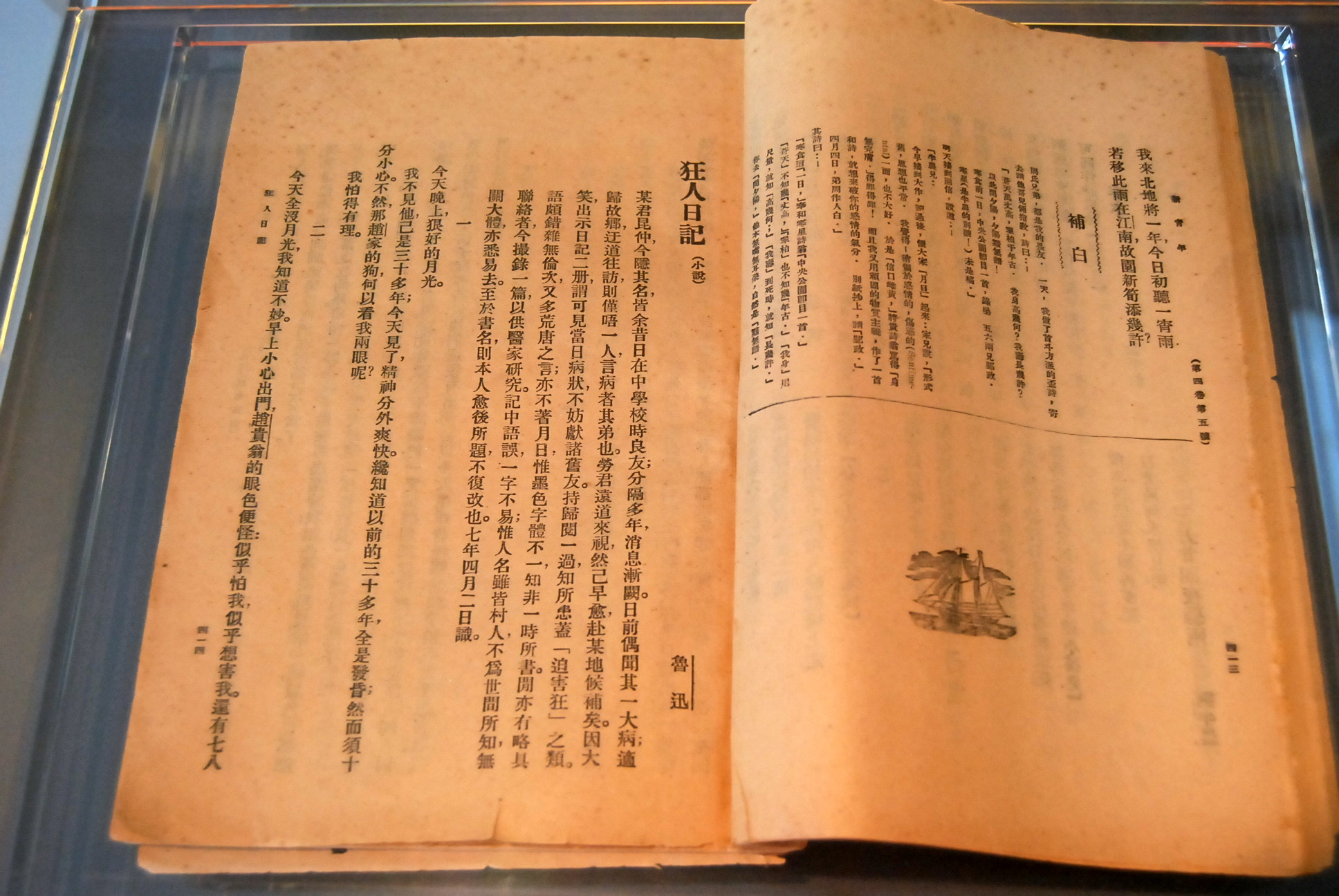
„Tagebuch eines Verrückten“ in der revolutionären chinesischen Zeitschrift „Neue Jugend“ (1918), Ausstellungsstück des Pekinger Lu-Xun-Museums

Tagebuch eines Verrückten (chinesisch 狂人日記 / 狂人日记, Pinyin Kuángrén rìjì) ist eine zu Beginn der Bewegung des vierten Mai (1918) in China veröffentlichte Kurzgeschichte des chinesischen Schriftstellers Lu Xun.
Der Gedanke des verrückten Protagonisten, die Menschen wollten ihn auffressen, stellt symbolisch eine Entlarvung der damals bestehenden konfuzianischen Feudalethik dar. Inspiriert wurde das Werk von Gogols Kurzgeschichte Aufzeichnungen eines Wahnsinnigen.

## Einleitung und Aufbau
Die Kurzgeschichte lässt sich untergliedern in einen einleitenden Teil, in dem ein Ich-Erzähler schildert, wie er erfährt, dass ein Freund von ihm an Verfolgungswahn erkrankt ist, und von dessen Bruder zwei Bände Tagebücher überreicht bekommt, die der Freund während der Erkrankung selbst geführt habe. Der Ich-Erzähler beschließt, diese „der medizinischen Welt zum Studium vorzulegen“.
Demgemäß besteht der zweite Teil der Kurzgeschichte aus dreizehn Kapiteln, die der Ich-Erzähler des ersten Teils aus dem Tagebuch seines Freundes zusammengestellt hat. Im zweiten Teil wird ebenfalls die Ich-Erzählsituation verwendet, nur dass damit der Verrückte referenziert wird.

## Inhalt und Leitgedanke
Der Verrückte im zweiten Teil von Lu Xuns Kurzgeschichte entwickelt in einem inneren Monolog den Gedanken, dass die Menschen ihn auffressen wollten und sucht nach den Gründen dafür.
Die Art, wie der Verrückte seine Umgebung beschreibt, lässt darauf schließen, dass er an Verfolgungswahn leidet: Als er auf der Straße miterlebt, wie eine Mutter mit ihrem Kind schimpft, bekommt er große Angst und hat das Gefühl, die Mutter hätte ihn gemeint. Als ihm ein Arzt den Puls fühlt, denkt er sich, der Arzt fühle nur, wie fett er schon geworden sei, um sich seinen Anteil an seinem Fleisch zu sichern. In der Wahrnehmung des Verrückten verzerren sich die Gesichter der Leute zu blauen Fratzen mit vorstehenden Zähnen.
Der Verrückte vermutet, dass die Absicht der ihn umgebenden Menschen, ihn auffressen zu wollen, aus ihrem Zorn darüber resultiert, dass er „die Buchhaltung des Herrn Gu Jiu mit Füßen getreten hat“. Dieses Verhalten steht in der Kurzgeschichte symbolisch dafür, dass er die feudalistische ethische Tradition verachtet habe.
Den Höhepunkt bildet folgender Gedankengang des Verrückten:
Ich erinnere mich noch, wie mein älterer Bruder mich Aufsätze schreiben lehrte. Ganz gleich wie gut der Mensch war, wenn man etwas gegen ihn sagte, dann zeichnete mein Bruder einen großen roten Kringel für "richtig" darunter. Vergab man einem schlechten Menschen, so hielt er es für unzulänglich, zu verschieden von der Allgemeinvorstellung.
[…] und beschloss, in meinem Lehrbuch der Geschichte nachzuschlagen. Die Geschichte enthielt jedoch keine Zeitangaben, nur die Worte „ren yi dao de“ (Anm.: Schlagworte des Konfuzianismus) stehen über jeder Seite. Ich konnte einfach nicht schlafen. Und da fielen mir die Worte zwischen den Zeilen auf:
Das ganze Buch enthielt nur die zwei Worte „Menschen essen!“
(滿本都写着“吃人”两个字！ Mǎnběn dōu xiězhe "chīrén" liǎngge zì!)
Die Schlagworte des Konfuzianismus im Geschichtsbuch verschwimmen vor den Augen des Verrückten zu den zwei Worten „Menschen essen“ (吃人, chīrén). „Essen“ (吃, chī) soll hier bedeuten „Einverleiben anderer Lebewesen, um des eigenen Vorteils willen“.
Dies ist eine symbolische Anspielung auf die gesellschaftlichen Verhältnisse zur Zeit nach dem Umsturz der Qing-Dynastie, in der es trotz der republikanischen Revolution von 1911 immer noch nicht zu gesellschaftlichen Umschichtungen gekommen war und die Bauern weiterhin von den Feudalherren und letztendlich der herrschenden Schicht unterdrückt und misshandelt wurden. Das Bild einer menschenfressenden Obrigkeit mag an Hobbes’ Leviathan erinnern, das Modell eines Staates, der sich die Macht vollständig von den Bürgern übertragen lässt, und an dem damit kritisiert wurde, es stelle eine Legitimation für Tyrannei dar.
Mit seiner Anklage
Nur weil es immer so war, muss es deshalb richtig sein?
und dem Ausruf
Ihr müsst euch sofort ändern, aus der Tiefe eurer Herzen wandeln. Ihr müsst lernen, dass die Zukunft für Menschenfresser keinen Platz hat.
drückt der Protagonist im übertragenen Sinne eine sehr progressive Einstellung aus, die die Intellektuellen am Vorabend der Bewegung des vierten Mai stark erschütterte.
Der Protagonist selbst stammt aus einer Familie von Großgrundbesitzern, wendet sich aber in seinem fiktiven Wahn letztendlich gegen den Feudalismus und dem Humanismus und der Demokratie zu. Dies lässt Rückschlüsse auf die Absicht des Autors Lu Xun zu. Er will die Rolle der einzelnen Menschen in der Gesellschaft und ihre Klassenzugehörigkeit in Frage stellen, und hofft, sie durch den Aufruf in der Kurzgeschichte wachrütteln zu können.

## Weitere Leitgedanken und Schluss
Der Autor Lu Xun kritisiert auch die Stumpfheit der Volksmasse durch die Beschreibung der den Protagonisten umgebenden Menschen. Der Protagonist trifft mit einem Mann zusammen, den er offen auf das Problem der "Menschenfresserei" anspricht. Die unbeteiligte und ausweichende Reaktion des Angesprochenen mag dabei angesichts der Verzweiflung des Verrückten über den gesellschaftlichen Missstand auf den Leser, der angefangen hat, mit dem Protagonisten mitzufiebern, provokativ wirken.
Nicht die eigentliche Handlung der Geschichte soll den Leser fesseln. Vielmehr geht die Literatur der Bewegung des vierten Mai einher mit einer Konzentration auf die inneren psychologischen Konflikte der Hauptfiguren.
Die Handlungsstruktur manifestiert sich in der Gefühlslage des Protagonisten:
Die anfängliche Trauer
[…] es stimmt mich traurig.
geht über in Wut
Ich werde mit ihm beginnen, wenn ich menschenfressende Menschen verfluche!
Misstrauen
Er lächelte und nickte mir zu, doch war sein Lächeln unaufrichtig
Sehnsucht
Welch eine Erleichterung wäre es, könnte jedermann diese Besessenheit aus seinem Geiste verbannen
Verzweiflung
Wie kann ein Mensch wie ich nach viertausend Jahren Menschenfresserei […] jemals hoffen, wirklichen Menschen zu begegnen?
bis die Geschichte schließlich mit einem verzweifelten Hoffnungsschrei endet:
Vielleicht gibt es Kinder, die noch kein Menschenfleisch gegessen haben. Rettet, rettet die Kinder…
Nach der Rezeption des Schlusses des zweiten Teils erweist sich dem Leser auch die heitere Atmosphäre im ersten Teil als ironisch, in der der Ich-Erzähler des ersten Teils erfahren hat, dass der Erkrankte bereits wieder genesen sei und sich in die Kreisstadt begeben habe, da ihn dort ein Amt erwarte.
Der Einsatz der Romanfigur für fortschrittliches Denken und Humanismus währte also nur, solange sie in seinem Wahn war. Danach fügt sie sich wieder in die alten Herrschafts- und Gesellschaftsstrukturen ein, worin sich der Sarkasmus des Autors äußert.